# Vlag van Midden-Litouwen

Vlag van Midden-Litouwen

De vlag van de Republiek Midden-Litouwen, een niet-erkende, kortstondige vazalstaat van Polen, werd opgericht op 12 oktober 1920 en bleef in gebruik tot 18 april 1922, toen de staat ophield te bestaan. De vlag werd officieel gedefinieerd als een rode vlag met adelaar en Pahonia (een ridder te paard) erop. Het bestaat uit 2 ladingen die naast elkaar in het midden staan. Rechts staat een zilveren (witte) adelaar en links een zilveren (witte) Pahonia, een lading die bestaat uit een ridder met een zwaard in zijn rechterhand en een schild met het Kruis van Lotharingen in zijn linkerhand, die op een springend paard zit.
De vlag werd op 12 november 1920 als staatssymbool vastgelegd in decreet nr. 1 van de opperbevelhebber van het leger van Midden-Litouwen. De vlag werd niet meer gebruikt nadat de Republiek Midden-Litouwen op 18 april 1922 bij Polen werd ingelijfd.
Rijksstad Aken · Anhalt · Baden · Bataafse Republiek · Koninkrijk der Beide Siciliën · Koninkrijk Beieren · Groothertogdom Berg · Hertogdom Bourgondië · Brunswijk · Cornwall · Koninkrijk Dalmatië · Vrije Stad Danzig · Duitse Democratische Republiek · Duitse Rijk · Deutschösterreich · Engelse Gemenebest · Koninkrijk Etrurië · Vrijstaat Fiume · Republiek Gumuljina · Koninkrijk Hannover · Hanze · Heilige Roomse Rijk · Herceg-Bosna · Hessen-Darmstadt · Hessen-Kassel · Hessen-Homburg · Volksstaat Hessen · Idel-Oeral Staat · Joegoslavië · Kerkelijke Staat · Koeban · Koerland · Republiek Krakau · Lucca · Prinsbisdom Luik · Luikse Republiek · Mecklenburg-Schwerin · Mecklenburg-Strelitz · Memelland · Midden-Litouwen · Nazi-Duitsland · Neutraal Moresnet · Occitanië · Oldenburg · Oost-Roemelië · Oostenrijk-Hongarije · Ottomaanse Rijk · Parthenopeïsche Republiek · Pommeren · Pruisen · Republiek Ragusa · Reuss jongere linie · Reuss oudere linie · Volksstaat Reuss · Rijnprovincie · Protectoraat Saarland · Saksen · Saksen-Altenburg · Saksen-Coburg en Gotha · Saksen-Hildburghausen · Saksen-Meiningen · Savoie · Servië en Montenegro · Sovjet-Unie · Transkaukasische Socialistische Federatieve Sovjetrepubliek · Tsjecho-Slowakije · Unie van Kalmar · Republiek Venetië · Waldeck-Pyrmont · Westfalen · Weimarrepubliek · Württemberg ·  Republiek der Zeven Verenigde Nederlanden (1572-1795) · Republiek der Zeven Verenigde Nederlanden (1650-1795)